# Weinlacton
Das Weinlacton ist eine im Wein vorkommende chemische Verbindung aus der Gruppe der bicyclischen Lactone. Es besitzt einen intensiv süßen und kokosnussartigen Geruch, der auch in großer Verdünnung noch wahrnehmbar ist.

## Isomere

Strukturformel mit nummerierten Positionen und mit jeweils einem Stern markierten Stereozentren

Aufgrund des strukturellen Aufbaus des Moleküls mit drei Stereozentren gibt es vier Enantiomerenpaare bzw. acht Diastereomere.
Das eigentliche Weinlacton liegt in der (3S,3aS,7aR)-Konfiguration vor und weist die  niedrigste Geruchsschwelle von allen Isomeren auf, es ist bereits in einer Konzentration von 0,00001 bis 0,00004 Nanogramm pro Liter Luft wahrnehmbar.
Die sehr unterschiedlichen Geruchsschwellen der acht Isomere in Luft wurden wie folgt bestimmt:
| Strukturformel      | Konfiguration nach CIP-Konvention | CAS-Nummer  | Geruchsschwelle [ng/l] |
| ------------------- | --------------------------------- | ----------- | ---------------------- |
| (3S,3aS,7aS)-Isomer | (3S,3aS,7aS)                      | 182699-81-6 | 0,007–0,014            |
| (3R,3aR,7aR)-Isomer | (3R,3aR,7aR)                      |             | 14–28                  |
| (3R,3aR,7aS)-Isomer | (3R,3aR,7aS)                      | 182699-78-1 | > 1000 (geruchlos)     |
| (3R,3aS,7aS)-Isomer | (3R,3aS,7aS)                      | 182699-83-8 | 8–16                   |
| (3S,3aR,7aR)-Isomer | (3S,3aR,7aR)                      |             | 0,05–0,2               |
| (3S,3aS,7aR)-Isomer | (3S,3aS,7aR)                      | 182699-77-0 | 0,00001–0,00004        |
| (3S,3aR,7aS)-Isomer | (3S,3aR,7aS)                      | 182699-80-5 | 80–160                 |
| (3R,3aS,7aR)-Isomer | (3R,3aS,7aR)                      | 182699-79-2 | > 1000 (geruchlos)     |

Das Racemat trägt die CAS-Nummer 78168-36-2.
Die Isomere lassen sich gaschromatographisch an einer chiralen stationären Phase trennen.

## Darstellung
(3S,3aS,7aR)-Weinlacton und (3R,3aS,7aR)-Weinlacton lassen sich aus (1R)-trans-Isolimonen darstellen.
Nach einer mehrstufigen Umsetzung wird ein Gemisch aus (3S,3aS,6R,7R,7aR)-7-Iodo-3,6-dimethylhexahydrobenzofuran-2(3H)-on und (3R,3aS,6R,7R,7aR)-7-Iodo-3,6-dimethylhexahydrobenzofuran-2(3H)-on erhalten, welches sich chromatographisch auftrennen lässt. Das gewünschte Isomer lässt sich dann mit Diazabicycloundecen zum entsprechenden Weinlacton umsetzen.